# Вдовольский
Вдовольский (до 2015 года - Вдовольный) — хутор в Урюпинском районе Волгоградской области России, в составе Котовского сельского поселения. Расположен на левом берегу реки Хопёр к северо-западу от города Урюпинска.
Население — 79 (2010) человек.

## История
Также известны варианты названия - Вдоволов, Вдоволинский, Вдовольский. Впервые упоминается в Списке населенных мест Области войска Донского по переписи 1873 года как хутор Вдоволов. В 1873 году на хуторе проживало 125 мужчин и 153 женщины. Хутор относился к юрту станицы Михайловской Хопёрского округа Земли Войска Донского. Согласно переписи населения 1897 года на хуторе Вдоволинском проживало 146 мужчин и 163 женщины, из них грамотных мужчин — 45, грамотных женщин не было. Согласно алфавитному списку населённых мест Области Войска Донского 1915 года земельный надел хутора составлял 1590 десятин, проживало 303 мужчины и 307 женщин, имелись хуторское правление и церковно-приходское училище.
В 1921 году, как и другие населённые пункты Хопёрского округа, включён в состав Царицынской губернии. С 1928 года хутор — в составе Урюпинского района Хопёрского округа (упразднён в 1930 году) Нижне-Волжского края (с 1934 года — Сталинградского края (с 1936 года Сталинградской области). По состоянию на 1928 год являлся центром Вдольского сельсовета. В 1930 году Вдовольский сельсовет упразднён, территория присоединена к Котовскому сельсовету.
В 2015 году переименован в хутор Вдовольский.

## География
Хутор расположен в пределах Хопёрско-Бузулукской равнины, являющейся южным окончанием Окско-Донской низменности, на левом берегу реки Косарка, на высоте около 80 метров над уровнем моря. У хутора расположены озёра Лепяшка и Подгорное. В 2 км западнее хутора протекает река Хопёр. Хутор состоит из двух обособленных частей, разделённых островком пойменного леса. Почвы — чернозёмы обыкновенные, в пойме Хопра — пойменные нейтральные и слабокислые.
По автомобильным дорогам расстояние до административного центра сельского поселения хутора Котовский - 8 км, до районного центра города Урюпинска - 20 км, до областного центра города Волгоград — 350 км.
Часовой пояс
Вдовольный, как и вся Волгоградская область, находится в часовой зоне МСК (московское время). Смещение применяемого времени относительно UTC составляет +3:00.

## Население
Динамика численности населения по годам:
| 1873 | 1897 | 1915 | 1989 | 2002 |
| ---- | ---- | ---- | ---- | ---- |
| 278  | 309  | 610  | ≈180 | 82   |

| 2010 |
| ---- |
| 79   |